# 広島県道318号上入江吉田線
広島県道318号上入江吉田線（ひろしまけんどう318ごう かみいりえよしだせん）は、広島県安芸高田市を通る一般県道である。

## 概要
安芸高田市吉田町上入江から安芸高田市吉田町国司に至る。
広島県道318号山手吉田線の発展解消路線であるが、前身の広島県道318号山手吉田線も実は広島県道157号国司山手線の発展解消路線であった。
本路線の区域が決定する前から安芸高田市吉田町国司の広島県道29号吉田豊栄線の案内標識の行き先は本路線の起点のある上入江になっていた。いつ設置されたかは分からないが、江の川沿いに安芸高田市吉田町上入江に抜ける道の存在が昔から知られていたことがうかがえる。
道幅は狭い上に案内もあまり整備されていないため、国道54号（国道183号重用）の迂回路としては使えない。

### 路線データ
- 起点：安芸高田市吉田町上入江（新可愛橋南詰交差点、国道54号交点）
- 終点：安芸高田市吉田町吉田（バスセンター北入口交差点、国道54号交点）
- 実延長：7.5 km

## 歴史
- 1996年（平成8年）4月25日 - 広島県告示第469号により認定される。

前身は広島県道29号吉田豊栄線・広島県道318号山手吉田線・広島県道327号古屋吉田線の各一部と吉田町道。しかし、なぜか認定から8年近く区域決定は行われなかった。
- 2004年（平成16年）
  - 3月1日 - 高田郡の全6町が対等合併して安芸高田市が発足したことに伴い起終点の地名表記が変更される。
  - 3月18日 - 広島県告示第410号により全線の区域が決定する。
  - 3月22日 - 広島県告示第430号により広島県道318号山手吉田線が廃止され、同路線との重用関係および二重番号関係が消滅する。

## 路線状況

### 重複区間
- 広島県道29号吉田豊栄線（安芸高田市吉田町国司（くにし） - 安芸高田市吉田町吉田）

### 道路施設

#### 橋梁
- 大樋橋（砂田川、安芸高田市竹原）
- 岩ノ城橋（江の川（可愛川）、安芸高田市吉田町国司 - 安芸高田市吉田町常友、広島県道29号吉田豊栄線重複区間内）
- 港橋（多治比川、安芸高田市吉田町吉田、広島県道29号吉田豊栄線重複区間内）

## 地理

### 通過する自治体
- 安芸高田市

### 交差する道路
| 交差する道路                        | 交差する場所         | 交差する場所                    |
| ----------------------------------- | -------------------- | ------------------------------- |
| 国道54号 国道183号 重複             | 吉田町上入江         | 新可愛橋南詰交差点 / 起点       |
| 広島県道327号古屋吉田線             | 吉田町上入江         |                                 |
| 広島県道29号吉田豊栄線 重複区間起点 | 吉田町国司（くにし） |                                 |
| 広島県道29号吉田豊栄線 重複区間終点 | 吉田町吉田           |                                 |
| 国道54号 国道183号 重複             | 吉田町吉田           | バスセンター北入口交差点 / 終点 |

### 沿線
- 江の川（可愛川）
- 安芸高田警察署
- 福原広俊墓
- 福原城跡